# Y Persei
Y Persei är en pulserande variabel av Mira Ceti-typ  i stjärnbilden Perseus.
Stjärnan varierar mellan visuell magnitud +8,1 och 11,3 med en period av 248,6 dygn.